# Sieło imieni Miczurina
Sieło imieni Miczurina (ros. Село имени Мичурина) – wieś w Rosji, w Dagestanie, w rejonie derbenckim. W 2010 liczyła 876 mieszkańców, głównie Azerów.